# Nerses Ounanian
Nerses Ounanian (Samos, Grecia, 1 de agosto de 1924 - Montevideo, 18 de diciembre de 1957) fue un escultor y pintor uruguayo de origen armenio.

## Biografía
Nacido en la isla griega de Samos, llegó a Montevideo con su familia cuando contaba 8 años de edad. Alumno de la Escuela Nacional de Bellas Artes, bajo la tutela de Antonio Pena y Edmundo Prati. Expuso con la asociación Amigos del Arte. En 1950 viajó por Europa, visitando España, Francia, Italia, Bélgica, Holanda, Alemania, Grecia y Turquía.

## Obras
Sus obras están representadas en el Museo Nacional de Artes Visuales. En el año 2000, con motivo de la celebración por parte de la Unesco del Año Internacional de la Cultura de Paz, la Organización Multiinstitucional Armenia del Uruguay recordó el genocidio de 1915 a través de una exposición de Nerses Ounanian. 30 obras del Museo Nacional fueron reunidas en el Atrio del Palacio Municipal.
La comunidad armenia tiene el privilegio de haber instalado dos monumentos en la ciudad. Uno, en la Plaza Armenia, obra de Hugo Nantes, y otro de Nerses Ounanian, en el cruce de las avenidas Agraciada y Joaquín Suárez.
Una calle de Montevideo lleva su nombre.